# Parc Nou metróállomás
Parc Nou a Spanyolországban, Barcelonában található barcelonai metró L9-es vonalának állomása.

## Metróvonalak
Az állomást az alábbi metróvonalak érintik:
- 9-es metróvonal

## Kapcsolódó állomások
Az állomáshoz az alábbi állomások vannak a legközelebb:
- Cèntric (metróállomás) (Zona Universitària, 9-es metróvonal)
- Mas Blau (metróállomás) (Estación de Aeroport T1, 9-es metróvonal)